# Leucauge virginis
Leucauge virginis là một loài nhện trong họ Tetragnathidae.
Loài này thuộc chi Leucauge. Leucauge virginis được Embrik Strand miêu tả năm 1911.